# Eidgenössische Volksinitiative «Für mehr Transparenz in der Politikfinanzierung (Transparenz-Initiative)»
Die Eidgenössische Volksinitiative «Für mehr Transparenz in der Politikfinanzierung (Transparenz-Initiative)» ist eine im Jahre 2017 eingereichte schweizerische Volksinitiative. Sie forderte, dass Transparenz über die Finanzierung von Parteien und von Abstimmungs- und Wahlpropaganda hergestellt wird. Die Volksinitiative wurde zurückgezogen, nachdem das Parlament am 18. Juni 2021 ein Gesetz beschlossen hatte, das die Forderungen der Initiative zu einem grossen Teil erfüllt.

## Die Initiative

### Ziele
Das Initiativkomitee geht davon aus, dass für Abstimmungs- und Wahlkampagnen viel Geld ausgegeben wird. Um in Volksabstimmungen und Wahlen Erfolg zu haben, genüge es nicht, gute Argumente zu haben; diese müssten mit bezahlter Werbung in Zeitungen, auf Plakaten und im Internet auch sichtbar gemacht werden. Bürgerinnen und Bürger, die sich eine Meinung bilden wollen, sollten wissen können, was eine Wahl- oder Abstimmungskampagne kostet und welche grossen Geldgeber sie bezahlen. Transparenz schaffe Vertrauen in die Politik.

### Initiativkomitee
Mitglieder des Trägervereins der Initiative sind folgende Organisationen: Piratenpartei Schweiz, Junge Grüne Schweiz, Opendata.ch, Grüne Partei Schweiz, Junge BDP Schweiz, Juso Schweiz, jevp Schweiz, EVP Schweiz, SP Schweiz, BDP Schweiz, Jugendsession, Transparency International Schweiz, Public Eye.
Das Co-Präsidium setzt sich zusammen aus Nadine Masshardt (Nationalrätin SP), Lisa Mazzone (Nationalrätin, seit 2019 Ständerätin Grüne Partei) und Rosmarie Quadranti (bis 2019 Nationalrätin BDP).

### Initiativtext
Art. 39a Offenlegung der Finanzierung von politischen Parteien sowie von Wahl- und Abstimmungskampagnen

1 Der Bund erlässt Vorschriften über die Offenlegung der Finanzierung von:

a. politischen Parteien;
b. Kampagnen im Hinblick auf Wahlen in die Bundesversammlung;
c. Kampagnen im Hinblick auf Abstimmungen auf Bundesebene.
2 Die in der Bundesversammlung vertretenen politischen Parteien legen gegenüber der Bundeskanzlei jährlich Bilanz und Erfolgsrechnung sowie Betrag und Herkunft sämtlicher Geld- und Sachzuwendungen im Wert von mehr als 10'000 Franken pro Jahr und Person offen; jede Zuwendung muss der Person, von der sie stammt, zugeordnet werden können.

3 Personen, die im Hinblick auf eine Wahl in die Bundesversammlung oder auf eine eidgenössische Abstimmung mehr als 100'000 Franken aufwenden, legen vor dem Wahl- oder Abstimmungstermin gegenüber der Bundeskanzlei Gesamtbudget, Höhe der Eigenmittel sowie Betrag und Herkunft sämtlicher Geld- und Sachzuwendungen im Wert von mehr als 10'000 Franken pro Person offen; jede Zuwendung muss der Person, von der sie stammt, zugeordnet werden können.

4 Die Bundeskanzlei veröffentlicht die Informationen gemäss Absatz 2 jährlich. Sie veröffentlicht die Informationen gemäss Absatz 3 rechtzeitig vor der Wahl oder der Abstimmung; nach der Wahl oder der Abstimmung veröffentlicht sie die Schlussabrechnung.

5 Die Annahme anonymer Geld- und Sachzuwendungen ist untersagt. Das Gesetz regelt die Ausnahmen.

6 Das Gesetz legt die Sanktionen bei Missachtung der Offenlegungspflichten fest.

Art.197 Ziff.12
Übergangsbestimmung zu Art.39a (Offenlegung der Finanzierung von politischen Parteien sowie von Wahl- und Abstimmungskampagnen)

## Ausgangslage und Vorgeschichte
Die Schweiz kannte bisher auf Bundesebene, anders als alle anderen Mitgliedstaaten des Europarates, keine Regelungen zur Offenlegung der finanziellen Mittel, Einnahmen und Ausgaben von Parteien oder anderen politischen Akteuren. Es gibt ebenfalls anders als in den meisten anderen europäischen Staaten keine direkte staatliche Parteienfinanzierung.
In den letzten Jahrzehnten sind zahlreiche Vorstösse in den Eidgenössischen Räten für eine Offenlegung der Parteienfinanzierung und der Finanzierung von Abstimmungs- und Wahlkampagnen gescheitert (siehe das Kapitel «Kurzer geschichtlicher Überblick über die Versuche zur Schaffung einer Regelung und parlamentarische Vorstösse» in der Botschaft des Bundesrates zur Volksinitiative).

## Behandlung der Initiative

### Zeitlicher Ablauf
Mit der formalen Vorprüfung des Initiativtexts durch die Bundeskanzlei (Art. 69 BPR) am 12. April 2016 begann der Fristenlauf von 18 Monaten für die Sammlung von mindestens 100’000 Unterschriften (Art. 139 Abs. 1 BV). Diese wurden am 10. Oktober 2017 eingereicht. Mit Verfügung vom 31. Oktober 2017 stellte die Bundeskanzlei fest, dass die Initiative mit 109’826 gültigen Unterschriften zustande gekommen ist. Nach Art. 97 Abs. 1 Bst. a ParlG hatte der Bundesrat spätestens bis zum 10. Oktober 2018 der Bundesversammlung den Entwurf für einen Bundesbeschluss über eine Abstimmungsempfehlung mit einer erläuternden Botschaft zu unterbreiten. Der Bundesrat erfüllte diese Pflicht mit Botschaft vom 29. August 2018. Die Frist für die Beschlussfassung der Bundesversammlung lief nach Art. 100 ParlG bis zum 10. April 2020, mit der Möglichkeit einer Fristverlängerung bis zum 10. April 2021, falls einer der Räte einen direkten oder indirekten Gegenentwurf beschliesst (Art. 105 ParlG). Diese Möglichkeit wurde im vorliegenden Fall benutzt. Aufgrund der COVID-19-Pandemie ergab sich eine weitere ausserordentliche Fristverlängerung bis am 13. Juni 2021 (Verordnung über den Fristenstillstand bei eidgenössischen Volksbegehren vom 20. März 2020). Die Volksabstimmung muss nach Art. 75a BPR spätestens 10 Monate nach dem Abschluss der Beratungen der Bundesversammlung bzw. dem Ablauf der gesetzlichen Behandlungsfrist der Bundesversammlung stattfinden. In Frage kommen die Abstimmungstermine vom 13. Juni, 26. September, 28. November 2021 und 13. Februar 2022.

### Stellungnahme des Bundesrates
Der Bundesrat beantragte der Bundesversammlung mit seiner Botschaft vom 29. August 2018, die Volksinitiative Volk und Ständen zur Ablehnung zu empfehlen. Er habe zwar grundsätzlich Verständnis für die Anliegen der Initiative. Die Transparenz in der Politikfinanzierung sei ein Element, welches das Vertrauen der Bürgerinnen und Bürger in die demokratischen Prozesse stärke. Er bezweifelt aber, dass die finanziellen Mittel einen überwiegenden Einfluss auf das Ergebnis von Wahlen und Abstimmungen haben. Er verweist dazu auf eine wissenschaftliche Studie aus dem Jahre 2012. Eine wirksame Kontrolle der Finanzierung der politischen Parteien sowie der Abstimmungs- und Referendumskampagnen wäre mit unverhältnismässigem Aufwand verbunden. Eine effektive Überprüfung würde hohe Kosten verursachen. Trotzdem wäre das Risiko hoch, dass sich die Regelungen umgehen lassen. Die Spender könnten ihre finanziellen Zuwendungen durch Dritte zukommen lassen oder in mehrere, nicht unter die Deklarationspflicht fallende Teilbeträge aufteilen.

### Beratungen des Parlaments
Die Volksinitiative wurde zuerst vom Ständerat behandelt. Dieser folgte zwar am 16. Dezember 2019 mit 32 zu 12 Stimmen dem Antrag des Bundesrates auf eine ablehnende Abstimmungsempfehlung. Der Ständerat hat aber mit 29 zu 13 Stimmen einen von seiner Staatspolitischen Kommission ausgearbeiteten indirekten Gegenentwurf auf Gesetzesstufe angenommen. Der Ständerat anerkennt damit den Handlungsbedarf, ist aber der Ansicht, dass detaillierte Bestimmungen nicht in die Bundesverfassung gehören. Der vom Ständerat angenommene Gesetzesentwurf orientiert sich am Wortlaut der Volksinitiative. Allerdings wurden erheblich höhere Schwellenwerte für die Offenlegung festgelegt: Parteien sowie Komitees müssen bei Spenden über 25‘000 Franken (Initiative: 10'000 Franken) deren Herkunft offenlegen, Wahl- und Abstimmungskomitees ihre Finanzen erst ab 250‘000 Franken (Initiative: 100'000 Franken) transparent machen. Nur die Einnahmen, nicht aber die Bilanzen und die Erfolgsrechnungen sollen offengelegt werden müssen. Die Wahlen in den Ständerat sollen nicht in den Geltungsbereich der neuen Regelung fallen, weil diese Wahlen wie bisher im Kompetenzbereich der Kantone bleiben sollen.
Nationalrat und Ständerat haben nach je drei Beratungen in beiden Räten und der Durchführung einer Einigungskonferenz den indirekten Gegenentwurf in ihren Schlussabstimmungen vom 18. Juni 2021 angenommen (zum Verfahren siehe Gesetzgebungsverfahren) und gleichentags die ablehnende Abstimmungsempfehlung zur Volksinitiative definitiv angenommen. Der indirekte Gegenentwurf wurde im Ständerat mit 35 zu 7 Stimmen bei 2 Enthaltungen, im Nationalrat mit 139 zu 52 Stimmen bei 4 Enthaltungen angenommen; dagegen stimmten die grosse Mehrheit der Fraktion der SVP und einzelne weitere Vertreter bürgerlicher Parteien. Gegenüber den Ergebnissen der ersten Beratung des Gesetzes im Ständerat wurden die Schwellenwerte für die Offenlegung erheblich gesenkt auf 15'000 Franken für Spenden an Parteien und Komitees und auf 50'000 Franken für die Aufwendungen von Wahl- und Abstimmungskomitees. Diese Vorschrift gilt auch für gewählte Mitglieder des Ständerates.
Nachdem das Parlament diesen indirekten Gegenentwurf beschlossen hatte, zog das Initiativkomitee die Volksinitiative zurück. Der Rückzug war insofern bedingt, als die Volksinitiative dennoch zur Volksabstimmung gelangt, falls gegen den indirekten Gegenentwurf das fakultative Referendum ergriffen wird und dieser in der Volksabstimmung abgelehnt wird (Art. 73a BPR). Die Bundeskanzlei hat am 8. Oktober 2021 festgestellt, dass die Referendumsfrist unbenützt abgelaufen ist und damit der Rückzug definitiv wirksam geworden ist.